# Azerbaïdjan aux Jeux olympiques d'hiver de 2014
L'Azerbaïdjan participe aux Jeux olympiques d'hiver de 2014 à Sotchi en Russie du 7 au 23 février 2014. Il s'agit de sa cinquième participation à des Jeux d'hiver.

## Patinage artistique
| Athlètes                      | Épreuves | Danse courte | Danse courte | Danse libre | Danse libre | Total   | Total |
| Athlètes                      | Épreuves | Points       | Rang         | Points      | Rang        | Points  | Rang  |
| ----------------------------- | -------- | ------------ | ------------ | ----------- | ----------- | ------- | ----- |
| Julia Zlobina Alexei Sitnikov | Danse    | 58,15        | 14e Q        | 90,48       | 11e         | 148,63, | 12e   |

## Ski alpin
| Athlète          | Épreuves     | Course 1                 | Course 1 | Course 2                | Course 2 | Total                   | Total |
| Athlète          | Épreuves     | Temps                    | Rang     | Temps                   | Rang     | Temps                   | Rang  |
| ---------------- | ------------ | ------------------------ | -------- | ----------------------- | -------- | ----------------------- | ----- |
| Patrick Brachner | Slalom géant | 1 min 31 s 32 (+10 s 24) | 60e      | 1 min 32 s 31 (+9 s 12) | 53e      | 3 min 3 s 63 (+18 s 34) | 53e   |
| Patrick Brachner | Slalom       | DNF                      | DNF      | -                       | -        | -                       | -     |

| Athlète               | Épreuves | Course 1 | Course 1 | Course 2 | Course 2 | Total | Total |
| Athlète               | Épreuves | Temps    | Rang     | Temps    | Rang     | Temps | Rang  |
| --------------------- | -------- | -------- | -------- | -------- | -------- | ----- | ----- |
| Gaia Bassani Antivari | Slalom   | DNS      | DNS      | -        | -        | -     | -     |